# غاري سكوت (لاعب كرة قاعدة)
غاري سكوت (بالإنجليزية: Gary Scott)‏ هو لاعب كرة قاعدة أمريكي، ولد في 22 أغسطس 1968 في نيو روتشيل في الولايات المتحدة.